# Rudi Balling
Rudi Balling (* 17. Oktober 1953 in Daun-Pützborn) ist ein deutscher Genetiker. Er ist Gründungsdirektor des Luxembourg Centre for Systems Biomedicine an der Universität Luxembourg.

## Leben und Wirken
Nach dem Abitur 1972 am Staatlichen Neusprachlichen Gymnasium Daun und dem Wehrdienst studierte Rudi Balling von 1974 bis 1980 Ernährungswissenschaften an der Friedrich-Wilhelms-Universität Bonn. In dieser Zeit war er auch Fulbright-Stipendiat an der Washington State University in Pullman, USA. Im Anschluss promovierte Rudi Balling bei Henning Martin Beier an der RWTH Aachen zum Dr. troph.
Von 1984 bis 1986 forschte Rudi Balling am Samuel Lunenfeld Research Institute des Mount Sinai Hospital in Toronto (Kanada) bei Janet Rossant in einem der weltweit führenden Labore auf dem Gebiet der Entwicklungsbiologie an Imprintingmechanismen. Anschließend wechselte er in das Labor von Peter Gruss am Max-Planck-Institut für biophysikalische Chemie in Göttingen. Dort klärte er entscheidende Mechanismen auf dem Gebiet der Morphogenese auf.
1991 habilitierte sich Rudi Balling und wurde Leiter einer Max-Planck-Arbeitsgruppe im Bereich von Davor Solter am Max-Planck-Institut für Immunbiologie in Freiburg im Breisgau. Von 1993 bis 2000 war er Direktor des Instituts für Säugetiergenetik am GSF-Forschungszentrum für Umwelt und Gesundheit (jetzt Helmholtz Zentrum München). 1994 nahm er eine außerplanmäßige Professur an der RWTH Aachen an, der 1998 ein Ruf an den Lehrstuhl für Entwicklungsgenetik (C4) der TU München folgte.
Von 2001 bis 2009 war Rudi Balling wissenschaftlicher Geschäftsführer des Helmholtz-Zentrums für Infektionsforschung (HZI) in Braunschweig und Honorarprofessor der TU Braunschweig. Unter seiner Leitung wurde der Fokus des HZI auf die Infektionsforschung gelegt, was durch eine Umbenennung der Gesellschaft für Biotechnologische Forschung (GBF) in HZI auch nach außen sichtbar wurde. Er ist korrespondierendes Mitglied der Braunschweigischen Wissenschaftlichen Gesellschaft und Mitglied der Berlin-Brandenburgischen Akademie der Wissenschaften.
Nach seiner Ernennung zum Gründungsdirektor des Luxembourg Centre for Systems Biomedicine im September 2009 konzentrierte sich Balling verstärkt auf die Erforschung neurodegenerativer Erkrankungen und systembiologischer Prozesse. Seit Januar 2022 ist er Senior Professor am Institut für Molekulare Psychiatrie der Friedrich-Wilhelms-Universität Bonn.
Rund 210 seiner Arbeiten sind im Citation Index gelistet. Diese wurden über 24000 mal zitiert. Rudi Ballings Hirsch-Index beträgt 81.
Er ist verheiratet und hat zwei Kinder.

## Ehrungen und Auszeichnungen
- Verdienstorden des Großherzogtums Luxemburg, Komtur (2016)
- Adjunct Professor, National Institute of Genetics, Mishima, Japan (2007)
- Guest Professor, College of Life Sciences, Peking University, Peking, China (2006)
- Mitglied der Berlin-Brandenburgischen Akademie der Wissenschaften (2002)
- Honorary Member der Japanese Society of Inherited Metabolic Disease (1999)
- Honorary Member der American Association of Anatomists (1999)
- Friedrich-Wilhelm-Preis der RWTH Aachen (1992)
- DFG-Ausbildungsstipendium, Mount Sinai Research Institute, Toronto, Kanada (1984–1986)
- DAAD-Promotionsstipendium, NIEHS (NIH), N.C., USA (1981–1982)
- Fulbright-Stipendium und Direkt-Austauschstipendium der Friedrich-Wilhelms-Universität Bonn und Washington State University, Pullman, USA (1978–1979)

## Mitgliedschaft in wissenschaftlichen Gesellschaften
- Präsident des Verband der Biologie, Biowissenschaften und Biomedizin in Deutschland (VBIO, 2007–2008)
- Präsident des Verband der biowissenschaftlichen und biomedizinischen Fachgesellschaften (Vbbm, 2003–2007)
- Präsident der Deutschen Gesellschaft für Genetik (GfG, 2002–2004)
- Präsident der International Mammalian Genome Society (IMGS, 2001–2002)

Rudi Balling ist Mitglied verschiedener Senatskommissionen und Beiräte.